# Fine Artist
Fine Artist è un programma di educazione artistica, creato dalla Microsoft Kids nel 1993 per Windows 3.1. Il programma uscì contemporaneamente con Creative Writer, altro esempio di programma creativo, in questo caso dedicato al rapporto tra i bambini e la scrittura.

## Modalità di utilizzo e contenuti
Fine Artist fu pensato per avvicinare gli utenti più giovani, all'epoca in cui l'uso del computer si diffondeva enormemente in ambito privato e personale, alle attività grafiche e creative virtuali. Fino all'inizio degli anni Novanta i programmi più diffusi di questo genere tendevano ad uniformarsi e standardizzarsi secondo parametri utili ad una più facile programmazione, diffusione e fruizione. Il programma di disegno Paint, fornito dalla Microsoft con l'interfaccia di Windows, era un tipico esempio di tale modello standard, con comandi chiari e schematici, icone ordinatamente distribuite e tavolozza di colori con strumenti disposta su un margine del riquadro operativo (cioè il foglio virtuale su cui disegnare e colorare). Questo genere di impostazione andava allora per la maggiore ma, come ogni cosa standardizzata, tendeva a presentarsi meccanica e poco stimolante, tutt'altro che creativa, specie per i bambini, non attratti dallo schematismo del formato e dalla limitatezza delle attività in esso esercitabili. Fine Artist propose invece un approccio completamente differente. L'idea di base che ne mosse la realizzazione fu quella di offrire ai suoi fruitori la massima disponibilità creativa attraverso parametri e opzioni altrettanto creative e fantasiose, ma per niente disordinate o incomprensibili. Venne pertanto immaginata dai programmatori una singolare città dal significativo nome di Immaginopolis, all'interno della quale trovò posto l'atelier artistico utilizzabile dagli utenti, distribuito su 4 piani di uno sgangherato palazzo. Come gestore dello stesso e guida del giovane artista che vi accedeva usando il programma, fu creato un simpatico e colorato personaggio dalle fattezze più o meno umane, di nome McZee. Costui, con uno sguardo ed un profilo molto simili a quelli di un'opera cubista, e con la pelle di un colore vicino al blu ma tendente al violaceo, divenne anche il simbolo di Fine Artist, ed il punto di riferimento di tutti i bambini durante l'utilizzo del programma. L'organizzazione di quest'ultimo venne il più possibile semplificata e vivacizzata, in modo da rendere il prodotto realmente accessibile a tutti. Attraverso il programma è possibile eseguire disegni, con una vasta serie di opzioni per arricchirli, ornarli e modificarli durante e dopo la realizzazione; si possono creare brevi strisce fumettistiche, adesivi e logo, pagine di scrittura tridimensionale. Inoltre è possibile esercitarsi con la raffigurazione prospettica e, infine, stampare ogni prodotto grafico. Ognuna delle operazioni qui elencate viene eseguita dall'utente mediante mouse o tastiera.

## Il Palazzo Atelier
La divisione per settori interna al palazzo coincide sistematicamente con quella architettonica dei piani. Al piano terra si trova una hall con ascensore, che permette, volendo, lo spostamento tecnologico dal basso verso l'alto e viceversa. Per i più sportivi esiste la possibilità di risalire una pertica attraverso botole circolari. Sempre al piano terra, sulla sinistra di chi guarda il monitor, si trova una sala espositiva, in cui l'utente potrà collocare a piacimento alcune delle sue opere. In questa sala si trova anche il dispositivo di smaltimento delle opere che si vogliono eliminare, simboleggiato da un bidone della spazzatura. Al primo piano, si trova lo studio di pittura e disegno (Painting Studio), in cui è posizionato un cavalletto con tela bianca, cioè lo spazio destinato alle operazioni grafiche, ed una tela appesa, nella quale verrà visionato l'ultimo lavoro in questa sala eseguito e salvato. Cliccando sulla tela bianca, essa si ingrandirà fino a riempire l'intero formato della schermata, quindi si potrà disegnare, colorare, cancellare, ritagliare, deformare e ornare con stick, frasi, macchie e quant'altro la propria opera, nonché darle un titolo, salvarla e stamparla. Tutto ciò avviene in un formato brillante, stravagante, ironico e pieno di trovate geniali ed utili a trasformare l'esecuzione di un disegno, anche il più banale, in una esperienza coinvolgente. Il personaggio di McZee potrà essere interpellato per chiarire ogni eventuale dubbio operativo, ma per i più esperti esiste anche un'opzione che ne annulla la presenza salvo nuova richiesta. Nella barra dei comandi pittorici e grafici esiste anche l'opzione Undo, assente nelle versioni di Paint circolanti nel 1993, che permetteva al disegnatore, nel caso di errore esecutivo, il ritorno sui propri passi senza lasciare alcuna traccia della svista. Ciò spronava il bambino ad un uso più creativo ed elastico delle funzioni grafiche, in quanto la possibilità di rovinare irreversibilmente un disegno in corso, come altrove avveniva, frenava spesso approcci più svagati, liberi e produttivi. Il secondo piano del palazzo è invece riservato ad attività differenti, ed è supervisionato da una giovane ragazza riccia, aiutante di McZee, Maggie. Qui è possibile realizzare strisce fumettistiche da quattro riquadri a scorrimento da sinistra verso destra, disegni in forma d'adesivo, applicabili su altre opere a piacimento, e disegni in formato poster. Al terzo piano si trovano le attività più impegnative e complesse per un bambino, cioè quelle d'esercitazione grafica. Qui è possibile muovere i primi basilari passi nella riproduzione realistica della realtà mediante prospettiva, sempre in maniera divertente ed assistiti dai personaggi già nominati, più altre occasionali figure (come un maialino).

## Spunti ironici
Come ogni parte del programma in generale, anche il palazzo è fornito di luoghi destinati unicamente al gioco ironico. Dalla hall, infatti, è possibile accedere, mediante pertica, ad un seminterrato completamente buio, dove cliccando col mouse si accenderà di volta in volta un fiammifero, illuminando figure assurde, esilaranti e imprevedibili (mostri che fanno il bagno, polli di gomma, oggetti vari, McZee, e tanti altri). Inoltre il personaggio di McZee è programmato per presentarsi, ogni qual volta l'utente accede all'atelier, vestito in maniere differenti, improbabili e stravaganti: da pompiere, da ballerina, da astronauta, da orso, da clown, in mutande, da fata turchina e in molti altri modi. Ciò rende ulteriormente accattivante e gradevole l'aspetto e la gestione del programma intero.

## Formati
Ogni opera creata e salvata dagli utenti viene codificata dal programma con l'estensione MAG. Tale estensione rende praticamente impossibile l'apertura e la visione dei file grafici con programmi differenti da Fine Artist. Le dimensioni di questi file superano sistematicamente, vista la qualità risolutiva grafica e cromatica, quelli dei programmi supportati da Windows come Paint.